# Surorile Cosak
Surorile Cosak (nume scris și Kosak, Kozak) au fost un duet vocal de muzică ușoară din România, înființat la începutul anilor 1940 și activ vreme de trei decenii.

## Activitate
Debutul celor două surori s-a produs la Teatrul de revistă din București. Tot aici, ele au participat de-a lungul anilor la realizarea a numeroase spectacole. Surorile Cosak prezintă un repertoriu bogat, atât în concerte, cât și pentru imprimare la Radiodifuziunea Română și la casa de discuri Electrecord. Interpretarea lor a fost apreciată pentru tehnica excelentă (omogenitate timbrală, sincronizare) și pentru expresivitate.
Existența duetului a fost făcută uitată mai târziu de către regimul comunist din țară.

## Repertoriu selectiv
- Banjo, banjo (Elly Roman)
- Două viori (Elly Roman/Alexandru Bebe) – cu Dorel Livianu
- La Șosea (Fromy Moreno/Mircea Block)
- M-am supărat pe inima mea (Gelu Solomonescu)
- Mecanicul îndrăgostit (Camelia Dăscălescu/George Mihalache)
- Morărița (Gelu Solomonescu)
- Morișca de vînt (Gelu Solomonescu)
- Pe strune de chitară (Radu Șerban)
- Trenule, tren fără fum (Elly Roman/I. Berg)
- Un cîntec simplu (preluare, Carlo Donida)

## Discografie parțială
- Discografie parțială DiscoGS
- EDC 154 (1958?, Electrecord)
Dac-ai fi venit la întâlnire (Gelu Solomonescu/Aurel Felea)
- Elly Roman (1959, Electrecord EDC 194, colecția Compozitori romîni de muzică ușoară)
Trenule, tren fără fum
- Melodii din toată lumea (1960, Electrecord EDE 057)
Un cîntec simplu
- Melodii din Bucureștiul de odinioară, vol. 4 (2006, Electrecord EDC 704)
Cânta o mandolină (Gherase Dendrino/Aurel Felea)
Două viori (cu Dorel Livianu)
Dragoste și dor (Camelia Dăscălescu/Constantin Cîrjan)
- Melodii de Ion Vasilescu (2006, Electrecord EDC 718)
Mi-e drag de tine (Ion Vasilescu/Aurel Felea, interpretare cu Nicolae Nițescu)